# Seerenbachfälle

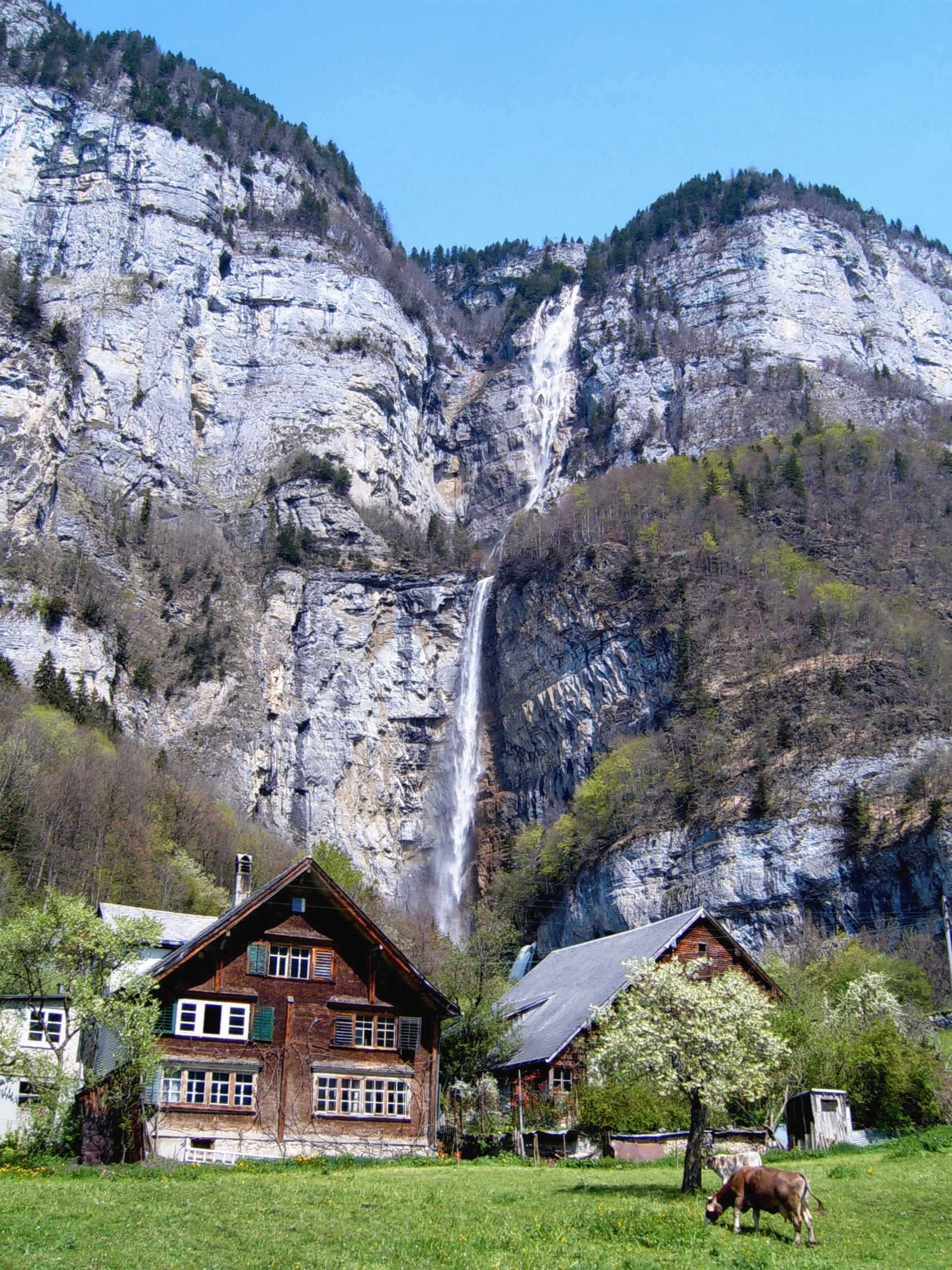
Seerenbachfall

Die Seerenbachfälle bei Betlis, Gemeinde Amden, am Walensee bilden eine Kaskade von drei Wasserfällen entlang des Seerenbachs mit einer Gesamthöhe von 585 Metern. Zusammengenommen bilden die drei Stufen die dritthöchste Wasserfall-Kaskade Zentraleuropas sowie der Alpen nach dem Mattenbachfall mit 840 Metern und dem 630 Meter hohen Staldenbachfällen – beide im Lauterbrunnental. Die oberste Stufe hat eine Fallhöhe von 50 Metern, die mittlere Stufe ist mit 305 Metern hinter dem Mürrenbachfall und dem Buchenbachfall der dritthöchste Wasserfall der Schweiz. Im Bereich der 190 Meter hohen unteren Stufe entspringt die Rinquelle. Die Seerenbachfälle wurden im April 2006 neu vermessen; bis dahin galt der Staubbachfall im bernischen Lauterbrunnen als höher. Der Entwässerungsbereich der Seerenbachfälle ist das 5,6 Quadratkilometer umfassende Gebiet zwischen Walensee und Toggenburg.
Seerenbachfälle und Rinquelle sind ein beliebtes Ausflugsziel und sowohl von Weesen als auch von Quinten über die Walensee-Nordroute zu erreichen. Sie sind Teil des Bundesinventars der Landschaften und Naturdenkmäler von nationaler Bedeutung (BLN 1613 Speer – Churfirsten – Alvier).

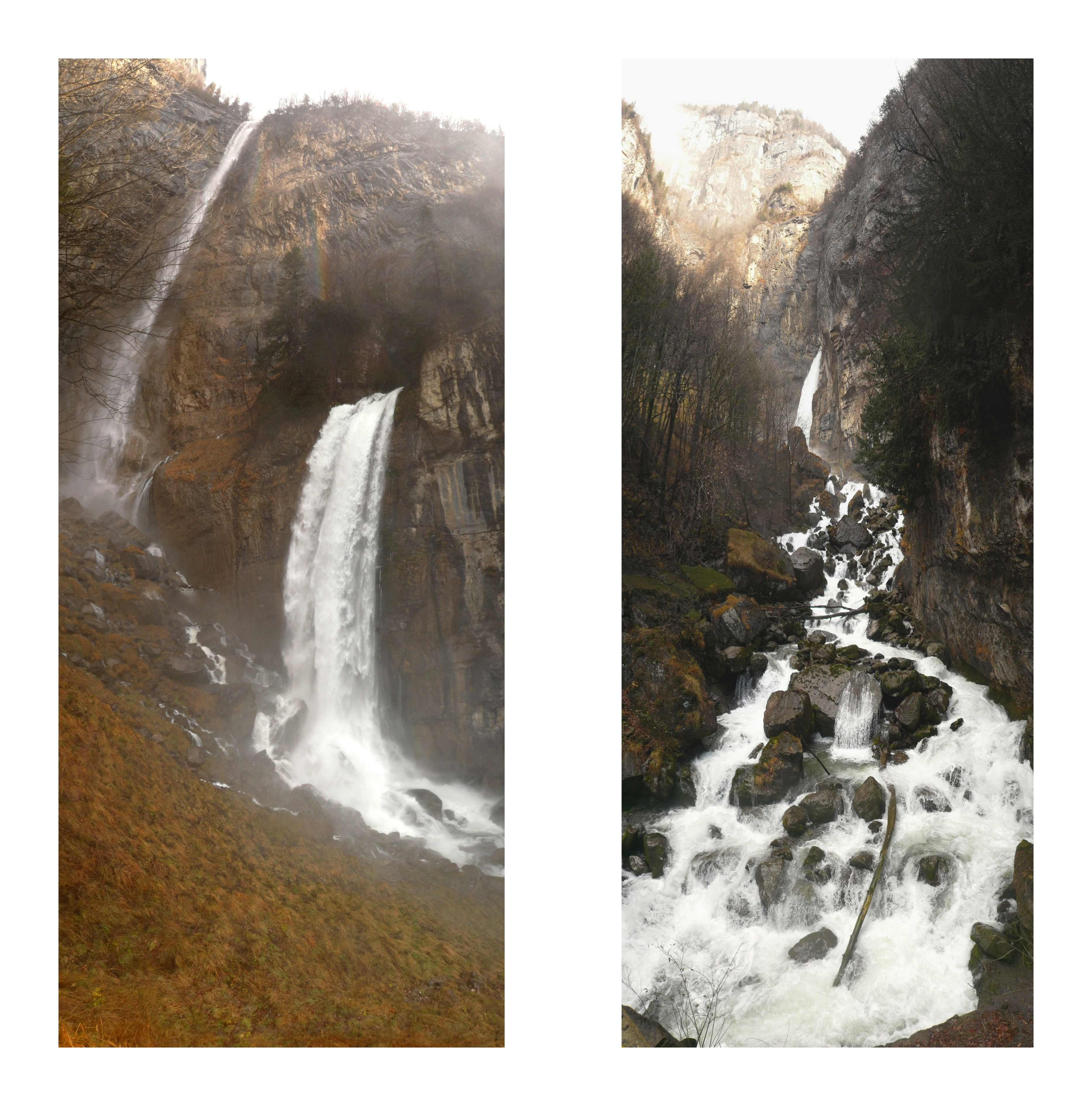
Unterste Stufe (links) mit Rinquelle
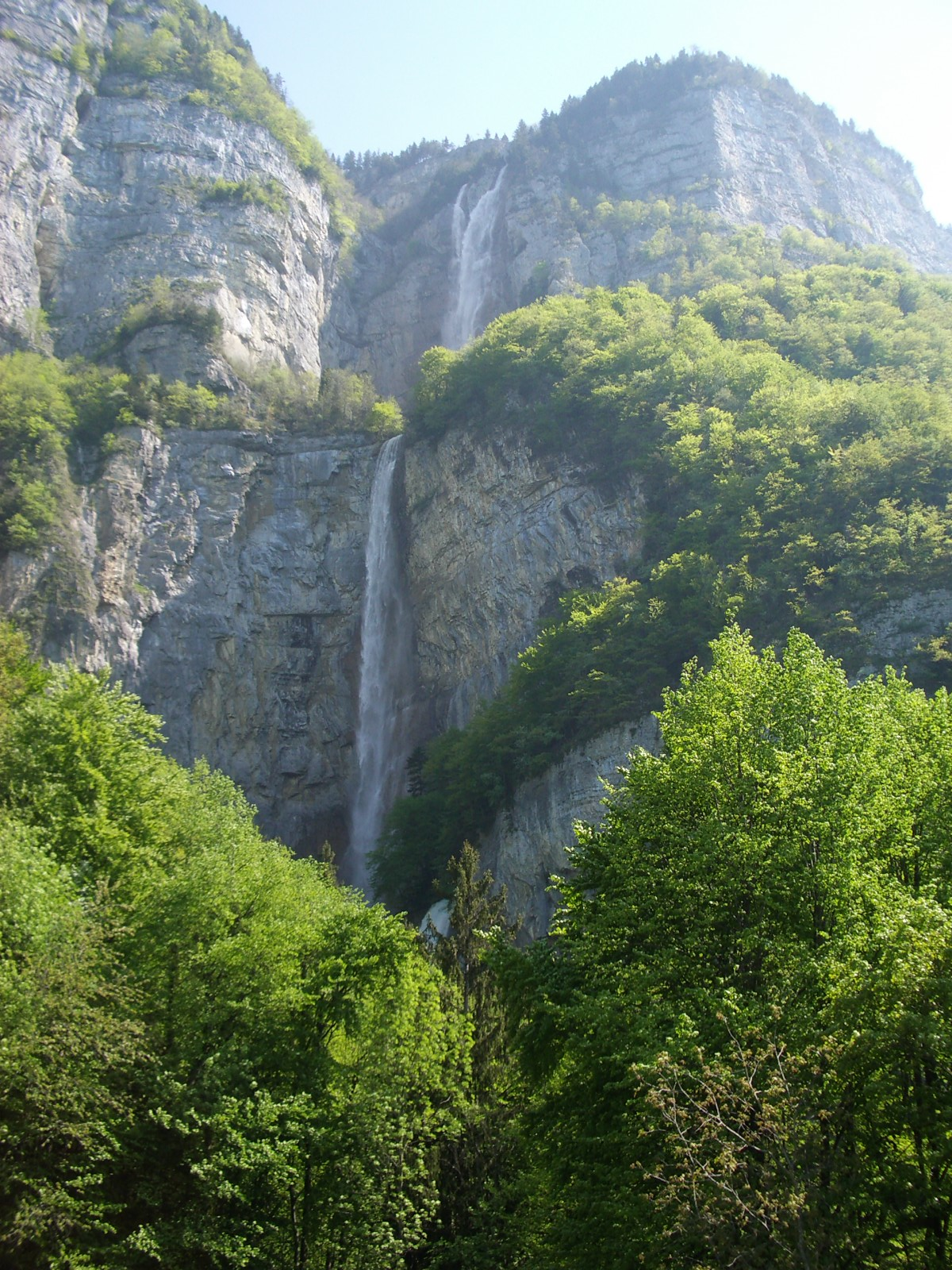
Untere Stufen mit mehrheitlich verdeckter Rinquelle ganz unten
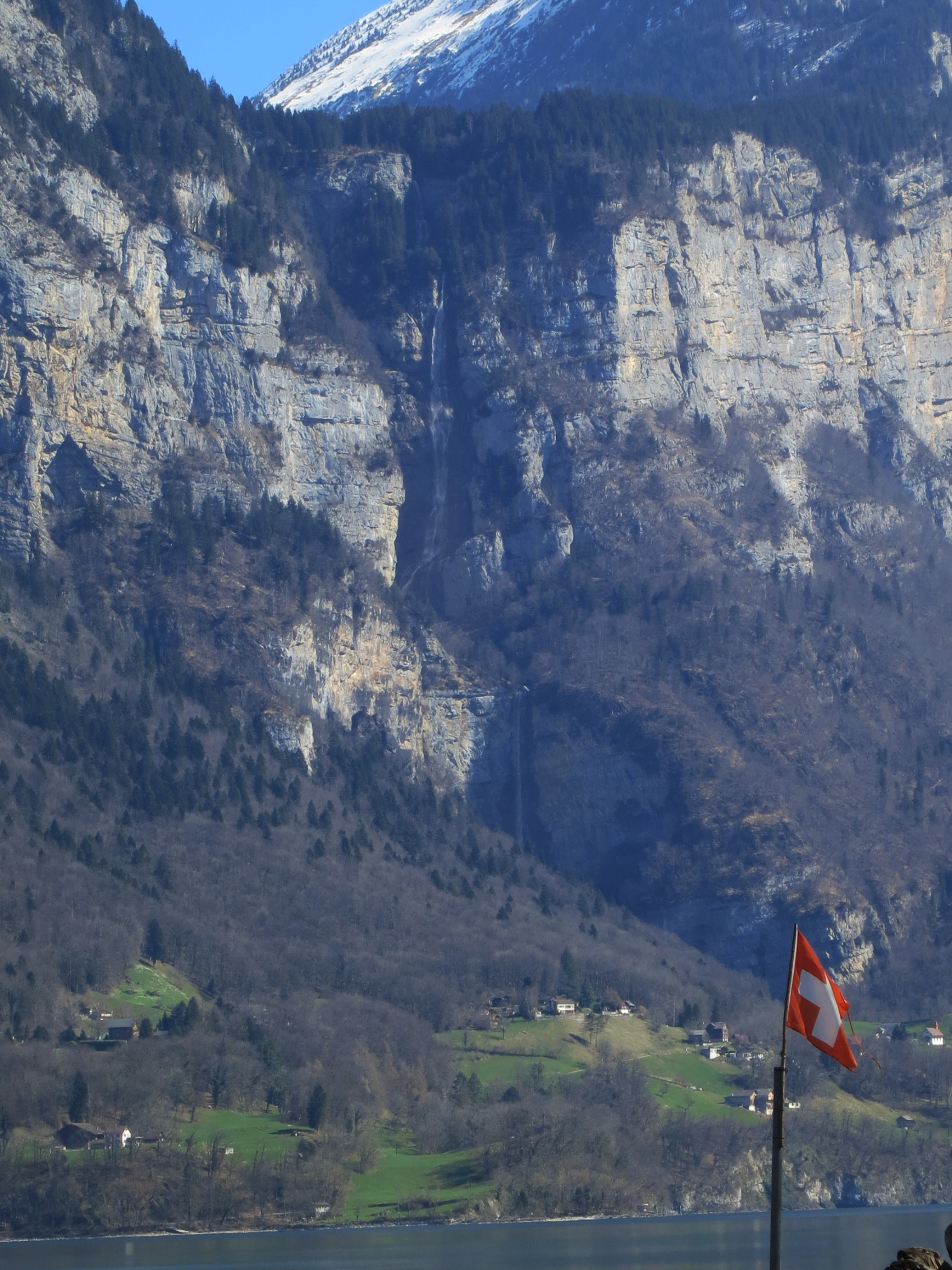
Seerenbachfälle vom Gäsi, Weesen